# Templon

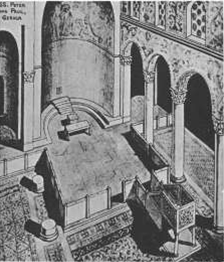
Rekonstrukcja templonu z bazyliki św Piotra i Pawła w Dżarasz (starożytna Geraza)

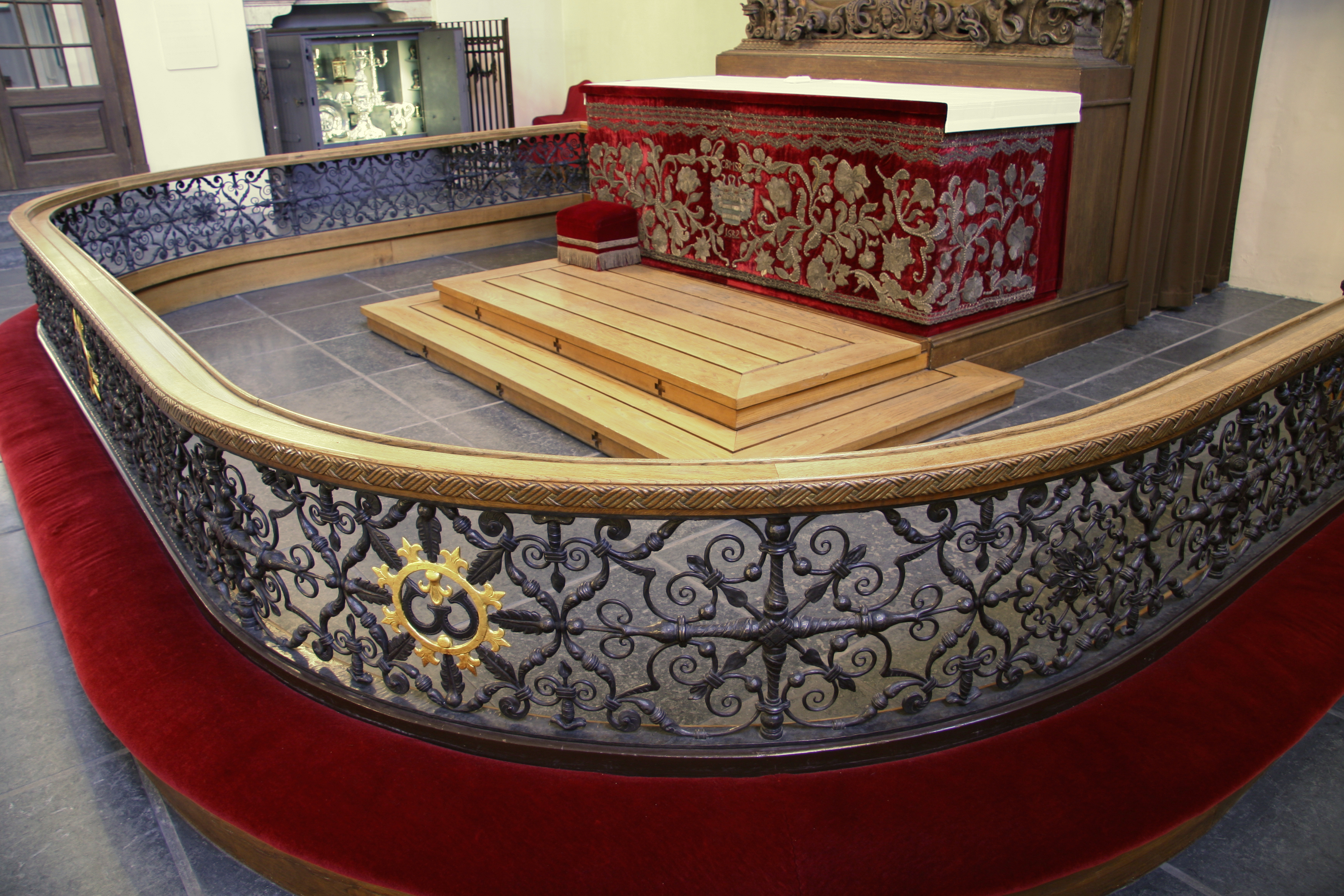
Bariera oddzielająca ołtarz w jednym z kościołów Kopenhagi

Templon (gr.: τέμπλον, z łac. templum co znaczy „świątynia”, w liczbie mnogiej templa) – element architektury bizantyńskiej, który po raz pierwszy pojawił się w kościołach chrześcijańskich około V wieku n.e. i wciąż jest spotykany w niektórych świątyniach obrządku wschodniego. 

## Opis
Początkowo była to niska bariera (sięgająca nie wyżej niż do pasa) niewiele różniąca się od barierki przy ołtarzu występującej w wielu zachodnich kościołach. Templon ostatecznie przekształcił się we współczesny ikonostas. Oddziela on wiernych w nawie od duchownych odprawiających liturgię przy ołtarzu. Zwykle składały się nań rzeźbione w drewnie lub marmurowe kolumienki podtrzymujące architraw. Troje drzwi, jedne duże, centralne i dwoje mniejszych po bokach, prowadziło do sanktuarium. Początkowo templon nie zasłaniał widoku ołtarza, ale z upływem czasu, zaczęto zawieszać na belce ikony, a pomiędzy kolumienkami zawieszono kotary. W ten sposób z czasem przekształcił się w ikonostas.

## Templon w Hagia Sophia w Konstantynopolu
"Kiedy cesarz Justynian I Wielki wznosił Hagia Sophia upiększył go dwunastoma kolumnami (symbolizującymi dwunastu Apostołów). Na tych kolumnach umieścił on architraw, która biegła przez całą szerokość świątyni. Na niej z kolei umieszczono wielkie dyski lub tarcze, na których znalazły się obrazy świętych. Konstrukcję tę nazwano templonem, albo ze względu na jej podobieństwo do frontonu greckiej świątyni albo aby wyrazić Chrześcijańską ideę sanktuarium, w którym wielbiono Boga. Wszystkie kościoły obrządku bizantyjskiego zaczęły w końcu naśladować Hagia Sophia i w ten sposób ta forma obecnego ikonostasu zaczęła przyjmować się w kościołach wschodu."